# 바이올린 소나타

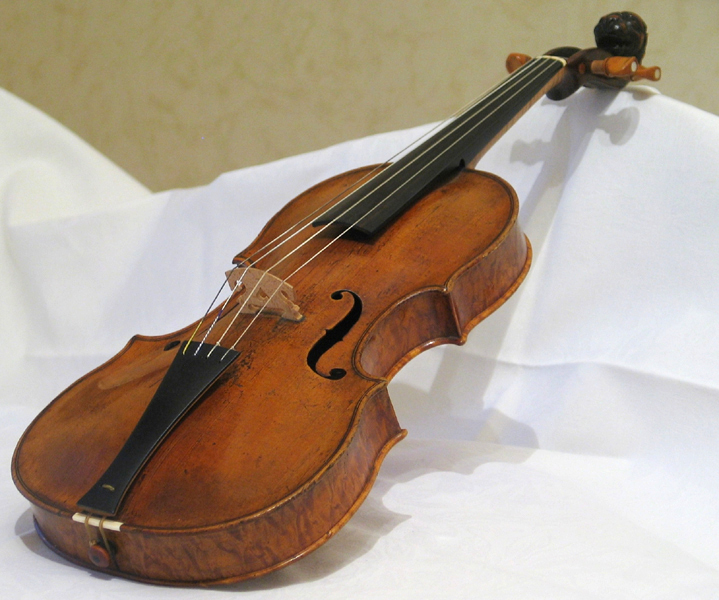

바이올린 소나타는 일반적으로 바이올린과 피아노의 이중주 연주 형태에 따른 소나타를 말한다. 바이올린 소나타는 고정된 형식이 없는 단순한 바로크 양식에서 표준화 되고, 다양한 고전주의 형식으로 발전했다. 낭만주의 시대 이후로 일부 작곡가들은 악기 사용 뿐만 아니라 고전주의 형식 모두의 경계를 허물었다. 바이올린 솔로에 의한 소나타는 "무반주 바이올린 소나타"로 불린다.

## 개요
바로크 시대의 바이올린 소나타는 삼중주 소나타에서 파생된 독주 소나타로, 독주 바이올린이 선율을 이루며, 거기에 통주저음의 간단한 반주가 따라붙었다. 독주 바이올린에는 점차 고도의 연주 기교가 사용되게 되었다. 바로크 후기에는 이 형식의 바이올린 소나타가 전성기를 이루며 다수 작곡되었다.
그에 반해 18세기 후반이 되면, 종래에 통주저음으로 취급되어 온 쳄발로가 주체가 되는, 바이올린의 조주가 달린 쳄발로 소나타가 조금씩 작곡되기 시작하고, 고전주의 시대가 되면 쳄발로에서 피아노로 악기가 발전한 것도 있어, 바이올린 조주가 달린 피아노 소나타도 작곡되게 되었다. 하지만 이 시대에도 바이올린 독주의 소나타는 꾸준히 작곡되었다.
낭만주의 시대에 이르러서는, 바이올린과 피아노를 대등하게 다룬 곡이 주류를 이루면서 바이올린과 피아노의 대비와 조화의 묘미를 들려주고 있다. 

## 근원

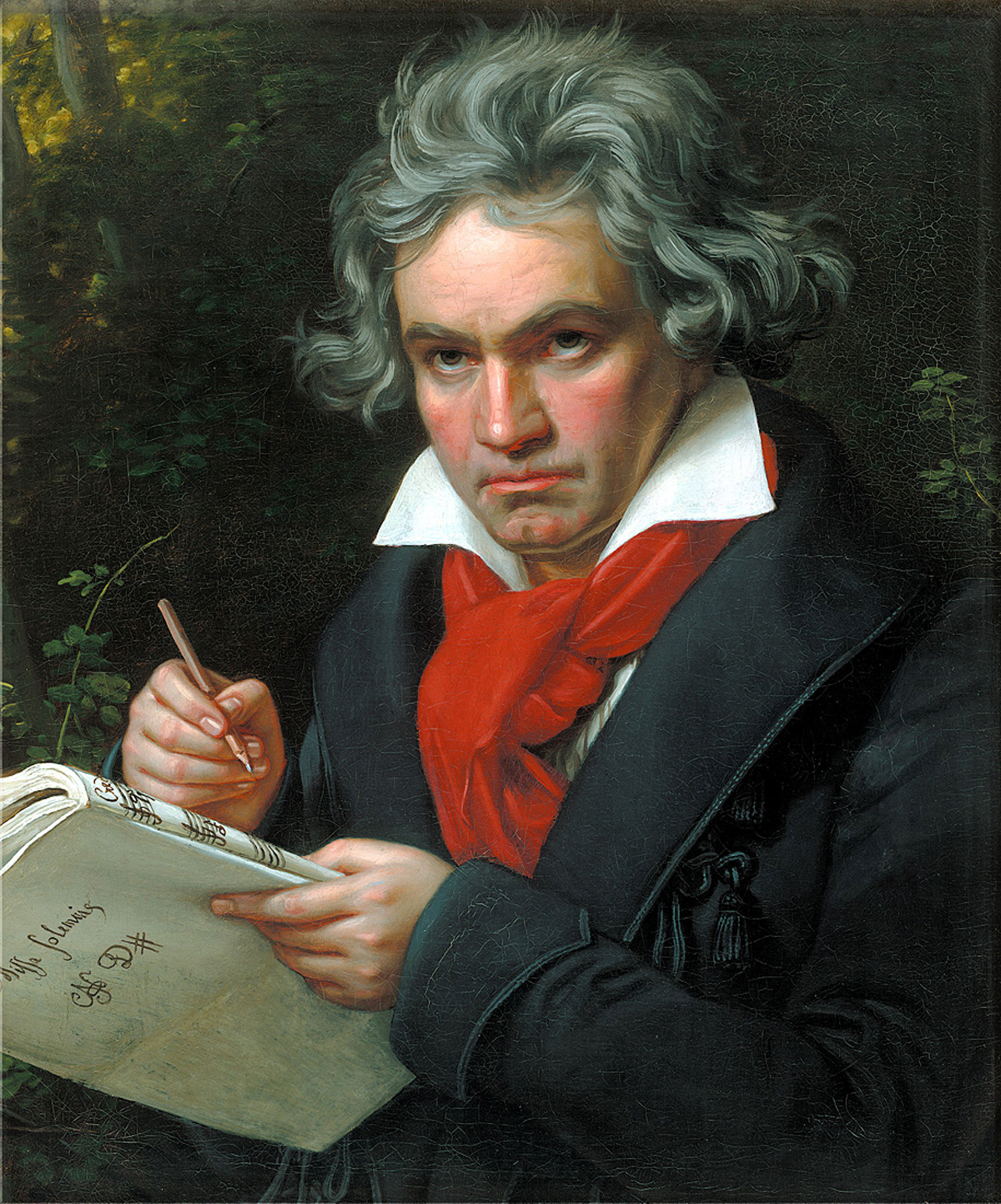
베토벤의 "크로이처" 소나타가 자주 연주된다.

초기 바이올린 소나타에서 베이스 악기와 쳄발로는, 바이올린이 독립적으로 연주하는 동안에 쳄발로가 베이스 라인과 고정 코드를 더블링 하면서 간단한 베이스 라인(통주저음)을 연주했다. 그 음악은 정해진 형식이 없는 상반된 것이었다. 텔레만은 바흐와 같은 소나타를 많이 썼다. 바흐는 이후 쳄발로 오블리가토로 소나타를 작곡했는데, 이것은 키보드 악기가 베이스 라인 반주만 연주하는 것을 자유롭게 하고, 솔로 연주자의 역할을 강화하도록 허용했다. 그는 또한 어떠한 종류의 반주도 포함하고 있지 않은 솔로 바이올린을 위한 소나타를 작곡했다.

## 고전주의 소나타 형식
모차르트는 적어도 서른여섯 개 이상으로 알려진 고전주의 바이올린 소나타를 개발하는 데 중요한 역할을 했다. 모차르트는 대부분 두 개의 악장의 소나타를 썼는데, 일반적으로 소나타 형식의 빠른 악장과 다양한 형식의 두 번째 느린 악장이다. 그의 후기 소나타에서 그는 다양한 형식으로 세 번째 빠른 악장을 추가했다. 그의 바이올린 소나타 중 몇몇은 주제 및 변주 형식의 악장을 특징으로 한다.
베토벤은 작곡 경력 동안 열 개의 바이올린 소나타를 작곡했다. 그의 소나타는 스타일과 다양성 모두에서 성숙되어 있으며, 특히 《5번》 "봄"과 《9번》 "크로이처"가 유명하다. "봄"이 낭만적 향기가 짙게 풍기는 베토벤 초기의 젊음을 표상하는 곡이라면, 극도의 대비를 이루는 "크로이처"는 베토벤 중기의 웅대한 스케일과 치열한 기백, 성숙한 작곡 기법 등이 유감없이 발휘되고 있는 곡으로, 연주가 일반적으로 40분 동안 지속되며 양쪽 연주자 모두에게 매우 까다롭다. 당시까지 바이올린 소나타는 바이올린을 돋보이기 위해서 피아노 반주가 붙거나, 아니면 반대로 피아노 소나타에 바이올린이 붙은 정도가 상식이었다. 그러나 베토벤은 전통적인 양식을 깨뜨리고 두 개의 악기를 대등하게 활약시켜 협주하도록 만들었고, 바이올린과 피아노의 표현의 가능성을 확대 규명하여 소나타로서의 이상적 형태를 이룩했다. 그의 바이올린 소나타는 전 열 곡에 뛰어난 가치와 다면적인 아름다움을 담아 바이올린 음악의 위대함을 집대성 시켰다. 물론 그의 바이올린 소나타는 대부분 젊은 나이에 만들어진 까닭에 작곡 연대의 폭이 제한되어 있는 아쉬움은 있다. 고전주의 바이올린 소나타의 정점을 이룩했지만, 젊은 나이에 이 분야의 작곡에 종지부를 찍어 더욱더 새로운 경지를 이룩하지는 못했기 때문이다.
다른 작곡가들 사이에서 브람스, 드뷔시, 라벨, 그리고 쇼스타코비치는 그 이후에 형식을 한계까지 끌어올리거나 자체 구성 규칙을 만드는 데 기여했다.

## 현대의 바이올린 소나타
바이올린 소나타의 현대 작곡가로 주목받는 시닛케와 헨체는 연주자들에게 새로운 기술적 요구와 함께 고전주의 소나타 형식의 급진적인 개혁을 가져왔다.

## 주요 작곡가와 작품

### 바로크
- 코렐리 - 12곡
- 비발디 - 다수
- 슈멜처 - 다수
- 제미니아니 - 다수
- 벨라치니 - 다수
- 비버 - 다수 : "묵주 소나타" 등
- 로카텔리 - 다수
- 르클레르 - 다수
- 타르티니 - 다수: 악마의 트릴, 버림받은 디도 등
- 헨델 - 6곡
- JS 바흐 - 11곡

### 고전주의
- 모차르트 - 45곡
- 베토벤 - 10곡: 5번 작품 번호 24 "봄", 9번 작품 번호 47 "크로이처" 등

### 낭만주의
- 슈베르트 - 소나티네 37곡 (D384-386) , 소나타 A 장조 D574
- 멘델스존 - 3곡
- 슈만 - 3곡
- 프랭크 - 1곡
- 브람스 - 3곡
- 생상스 - 2곡
- 드보르자크 - 1곡
- 그리그 - 3곡
- 포레 - 2곡
- 슈트라우스 - 1곡
- 르쾨 - 1곡

### 현대
- 이자이 - 6곡(전체 무반주)
- 야나체크 - 1곡
- 엘가 - 1곡
- 드뷔시 - 1곡
- 닐센 - 2곡
- 라벨 - 2곡
- 레스피기 - 1곡
- 벨러 - 4곡
- 에네스쿠 - 4곡
- 프로코피예프 - 3곡
- 풀랑크 - 1곡
- 코플런드 - 1곡
- 쇼스타코비치 - 1곡

## 같이 보기
- 소나타 형식
- 바이올린
- 바이올린 협주곡
- 소나타
- 베토벤의 바이올린 소나타